# Pahulj
Pahulj este un sat din comuna Petnjica, Muntenegru. Conform datelor de la recensământul din 2003, localitatea are 89 de locuitori (la recensământul din 1991 erau 141 de locuitori).

## Demografie
În satul Pahulj locuiesc 53 de persoane adulte, iar vârsta medie a populației este de 32,6 de ani (33,6 la bărbați și 31,8 la femei). În localitate sunt 18 gospodării, iar numărul mediu de membri în gospodărie este de 4,94.
|  |

| Demografie | Demografie | Demografie |
| An         | Locuitori  | Locuitori  |
| ---------- | ---------- | ---------- |
|            |            |            |
|            |            |            |
|            |            |            |
|            |            |            |
| 1948       | 70         |            |
| 1953       | 77         |            |
| 1961       | 94         |            |
| 1971       | 103        |            |
| 1981       | 117        |            |
| 1991       | 141        | 130        |
| 2003       | 141        | 89         |

| \| Componența etnică conform recensământului din 2003[2] \| Componența etnică conform recensământului din 2003[2] \| Componența etnică conform recensământului din 2003[2] \| Componența etnică conform recensământului din 2003[2] \| Componența etnică conform recensământului din 2003[2] \| \| ----------------------------------------------------- \| ----------------------------------------------------- \| ----------------------------------------------------- \| ----------------------------------------------------- \| ----------------------------------------------------- \| \| \| \| \| \| \| \| Musulmani \| Musulmani \| \| 72 \| 80,89% \| \| Bosniaci \| Bosniaci \| \| 16 \| 17,97% \| \| necunoscută \| necunoscută \| \| 0 \| 0% \| |             |  |    |        |
| Componența etnică conform recensământului din 2003 |             |  |    |        |
| |             |  |    |        |
| Musulmani | Musulmani   |  | 72 | 80,89% |
| Bosniaci | Bosniaci    |  | 16 | 17,97% |
| necunoscută | necunoscută |  | 0  | 0%     |